# Montegaldella
Montegaldella (Montegaldeła in veneto) è un comune italiano di 1 776 abitanti della provincia di Vicenza in Veneto.

## Geografia fisica
È situata ai confini col territorio padovano, nei pressi del fiume Bacchiglione: una posizione strategica che esponeva il paese a frequenti incursioni da parte dei padovani.

## Origini del nome
Il nome del comune deriva, secondo alcune ipotesi, dal termine tedesco Warte che significa torrione e che, secondo lo storico padovano Albertino Mussato, è da intendere come "sito posto a guardia per vigilare". Si suppone dunque che vi fosse anticamente in questa zona un presidio militare longobardo.
La chiesa parrocchiale, infatti, il cui attuale edificio risale all'Ottocento, era all'origine di età longobarda.

## Storia

### Medioevo
La principale parte di storia del centro di Montegaldella prende posto nell'XVI secolo quando venne edificato il grandioso complesso di Villa La Deliziosa.

### Simboli
Lo stemma e il gonfalone del comune di Montegaldella sono stati concessi con il decreto del presidente della Repubblica del 24 settembre 1997.
Nello stemma è rappresentato il prodotto più prestigioso del territorio: l'uva. Il riferimento ai vini bianchi (oro) e rossi è sottolineato dagli smalti del capo che sono anche un richiamo all'emblema della nobile famiglia Lampertico, che possiede nel paese una delle più gradi ville di campagna del vicentino.
Il gonfalone è un drappo di rosso.

## Monumenti e luoghi d'interesse

### Architetture religiose
- Chiesa di San Michele Arcangelo

### Architetture civili
- Villa Conti Lampertico Campagnolo, detta "La Deliziosa". L’edificio risale al 1622, ma fu modificato e ampliato più volte, nel Settecento e nell'Ottocento, lasciando originali solo la loggia corinzia e le statue. Al suo interno si trovano opere scultoree attribuite a Orazio Marinali e una pala di Giambettino Cignaroli.

- Villa Ragona a Ghizzole

## Società

### Evoluzione demografica
Abitanti censiti

### Eventi
- Festa della zucca

Manifestazione nata nel 2010 dal gruppo “Amici della Zucca di Montegaldella” che a fine settembre propone, nella frazione di Ghizzole, i piatti tipici della cultura contadina a base di zucca. L'evento, che coinvolge tutta la comunità, comincia in primavera con la consegna dei semi di zucca gigante che parteciperanno al concorso durante la manifestazione. Prosegue in estate, con la preparazione rigorosamente a mano, dei tortelli proposti nello stand gastronomico, per poi raggiungere l'apice con due weekend di ottimi piatti a base di zucca, esposizioni e concorsi a tema, mercatini e corsi di cucina.
L'edizione del 2015 ha portato nella piccola frazione circa 18.000 visitatori.

### Curiosità
Montegaldella è conosciuto anche come "il paese del saluto", ha infatti promosso una campagna per la salvaguardia del saluto come forma di civiltà, educazione ed amicizia.

## Amministrazione
| Periodo | Periodo   | Primo cittadino | Partito      | Carica  | Note |
| ------- | --------- | --------------- | ------------ | ------- | ---- |
| 2019    | in carica | Ciro Piccoli    | Lista civica | Sindaco |      |